# Trzej amigos
Trzej amigos (ang. Three Amigos!) – amerykańska komedia z 1986 roku w reżyserii Johna Landisa. W rolach głównych wystąpili: Steve Martin, Chevy Chase oraz Martin Short.
Scenariusz został napisany przez Martina, Michaelsa oraz Randy'ego Newmana. Newman stworzył trzy piosenki dla potrzeb filmu: "The Ballad of the Three Amigos", "My Little Buttercup" oraz "Blue Shadows". Ścieżka dźwiękowa została skomponowana przez Elmera Bernsteina. Film był kręcony w Simi Valley, Coronado National Forest, Old Tucson Studios oraz w Hollywood.

## Treść
Akcja toczy się w Meksyku w I połowie XX wieku. Małe miasteczko Santa Poco jest terroryzowane przez bandę której przewodzi El Guapo. Jedna z mieszkanek, Carmen, ogląda niemy film, który opowiada o trzech dzielnych rewolwerowcach. Wówczas postanawia sprowadzić grających w nim kowbojów i wynająć do obrony przed bandytami. Nie zdaje sobie sprawy, że nowi ochroniarze nie są rewolwerowcami, lecz jedynie aktorami.

## Obsada
- Steve Martin jako Lucky Day
- Chevy Chase jako Dusty Bottoms
- Martin Short jako Ned Nederlander
- Patrice Camhi (Patrice Martinez) jako Carmen
- Alfonso Arau jako El Guapo
- Tony Plana jako Jefe
- Joe Mantegna jako Harry Flugleman